# アール・キング
アール・キング（Earl King, 1934年2月7日 - 2003年4月17日）はアメリカ合衆国ルイジアナ州ニューオーリンズ出身のギタリスト、シンガー、ソングライター。本名はアール・サイラス・ジョンソンIV世。「Come On」（ジミ・ヘンドリックス等のカヴァーで有名）、プロフェッサー・ロングヘアの「Big Chief」などの曲を数多く作曲し、ニューオーリンズに留まらず、広範囲に影響を与えている。

## 来歴

### 幼少期からデビューまで
キングがまだ1歳の頃、地元ニューオーリンズで活動するピアニストだった父親は亡くなり、彼は母親によって育てられる。母親に連れられて、幼い頃から教会に通うようになった。当初はゴスペルを歌っていたが、友人の薦めを受け、より収入を得られるブルースに転向した。
15歳の頃、ギターを始めた。間もなく、彼はデュー・ドロップ・インなどのクラブでタレント・コンテストに参加するようになる。その過程で彼のアイドル、ギター・スリムと出会うことになる。キングは、スリムを模倣するようになり、スリムの存在はキングの音楽の方向性に大きな影響を与えた。
1954年、スリムは交通事故に遭いツアーに出られなくなってしまった。ちょうど彼は「Things That I Used to Do」がR&Bチャートの1位を記録するヒットを飛ばした頃で、焦った彼のマネジャーは、急遽キングをスリムの替え玉として起用、無事ツアーを切り抜けたのだった。これ以降キングは、デュー・ドロップ・インのレギュラーを務めるようになった。

### デビューから70年代の活動
彼の初レコーディングは1953年。サヴォイ・レーベルからSP盤 「Have you Gone Crazy」 b/w 「Begging At Your Mercy」をアール・ジョンソン名義でリリースした。翌年、タレント・スカウト、ジョニー・ヴィンセントの紹介でスペシャルティ・レコードと契約する。このレーベルでは「Mother's Love」などの曲を残している。1955年には、ジョニー・ヴィンセントのレーベル、エイスに移籍。「Those Lonely, Lonely Nights」がR&Bチャートの7位というヒットを記録した。エイスには5年間在籍し、この間ローランド・ストーンやジミー・クラントンなど他のアーティストへも曲を提供した。
1960年、デイヴ・バーソロミューに誘われインペリアルと契約。ここではバーソロミューの他、ボブとジョージのフレンチ兄弟、ジェイムズ・ブッカー、ワーデル・カゼアなどのミュージシャンのサポートを受けてレコーディングを重ねた。「Come On」、「Trick Bag」などの代表曲が生まれたのはこの時代である。（前者はジミ・ヘンドリックス、スティーヴィー・レイ・ヴォーン、アンソン・ファンダーバーグらによってカバーされ広く知られるようになった。また後者もポップ・シンガーのロバート・パーマーを始め多くのカバーがある。
しかし1963年、インペリアルがリバティー・レコードへ売却され、キングの契約も終了する。同年、彼はジョニー・アダムス、ジョー・ジョーンズらとともにデトロイトに赴き、モータウンで計16曲をレコーディングするが、リリースには至らなかった。（1996年になって、3トラックがCD『Motown's Blue Evolution』でリリースされた。）
以後、60年代を通じてキングはレコード契約がないまま過ごすこととなった。この間、彼はエイミー、ホットラインなどのレーベルからのシングルはあるものの、主にノーラ、ウォッチなどの地元レーベルでのソングライター、プロデューサーとして活躍した。この頃彼の書いた曲にはプロフェッサー・ロングヘアの「Big Chief」、ウィリー・ティーの「Teasin' You」、リー・ドーシーの「Do-Re-Mi」、ダニー・ホワイトの「Loan Me a Handkerchief」などがある。
1972年には、彼はアラン・トゥーサン、ミーターズとスタジオに入り、アルバム『Street Parade』をレコーディングした。当初はアトランティックが興味を持っていたものの結局リリースすることはなく、当時は地元のカンス・レーベルからシングルが1枚リリースとなっただけに終わった。アルバムは1982年にイギリスのチャーリーがリリースしてようやく日の目を見た。
1970年代にはあと1枚アルバムを残している。1977年、ソネットからリリースになった『That Good Old New New Orleans Rock 'n Roll』である。あとは、ライブ・アルバム『New Orleans Jazz And Heritage Festival 1976』にも彼の曲が収録されている。

### ブラックトップと晩年の日々
1980年代初頭に、彼はブラックトップ・レコードのハモンド・スコットと出会い、同レーベルにレコーディングするようになった。第1作は1986年にリリースとなった『Glazed』で、ブルース・バンドのルームフル・オブ・ブルースが全面的にバックをつとめている。
同年、ジョニー・アダムズとのジョイント・ツアーで初来日を果たし、日本のファンの前で演奏を披露した。このときバックを務めたのは、レコード・デビュー前のジョー・ルイス・ウォーカーのバンドであった。
レーベル2作目『Sexual Telepathy』は1990年にリリースされた。同作はゲストとしてスヌークス・イーグリンが2曲に参加、またロニー・アール＆ザ・ブロードキャスターズがバックを務めるトラックも含まれている。レーベルからの3作目『Hard River To Cross』(1993年)は、恐らくブラックトップ時代では最も充実した内容と言えるだろう。ジョージ・ポーターJr.（ミーターズ）、デイヴィッド・トカノウスキー、ハーマン・アーネストなどの強力メンバーがバックをつけ、キングの個性が花を開いている。同作では彼は快調そのものであるが、その後彼の体調は糖尿病により次第に悪くなって行った。結局、2003年に亡くなるまで再び新作を作ることはなく、これが最後の作となってしまった。
2001年の秋、彼はニュージーランドのツアー中に病気で入院してしまった。しかし、彼が演奏活動をやめることはなく、同年12月には3度目となる来日公演も行った。以降も地元では亡くなるまで、断続的に演奏活動は続けた。
彼は恒例のニューオーリンズ・ジャズ&ヘリテッジ・フェスティバルの1週間前、2003年4月17日に息を引き取った。彼の葬儀はフェスティバルの期間中に行われ、ドクター・ジョン、レオ・ノセンテリ、アーロン・ネヴィルなど多くのミュージシャンも参列した。キングのインペリアル時代のレコーディングは長らく廃盤となっていたが、奇しくも彼が亡くなった直後にようやく完全な形でCD化された。また地元ニューオーリンズの音楽雑誌オフビートは、2003年6月号で彼の特集を組み、その死を悼んだ。

## ディスコグラフィー

### オリジナル・アルバム
- 1977年 『That Good Old New New Orleans Rock 'n Roll』 (Sonet)
- 1982年 『Street Parade』 (Charly,  1972年録音)
- 1986年 『Glazed』 (Black Top) w/The Roomful of Blues
- 1990年 『Sexual Telepathy』 (Black Top)
- 1993年 『Hard River To Cross』 (Black Top)

### 編集盤
- 1982年 『Trick Bag』 (Imperial/Pathe Marconi) ※インペリアル音源
- 1997年 『Earl's Pearls: The Very Best of Earl King 1955-1960』 (Westside) ※エイス音源
- 2003年 『Come On: The Complete Imperial Recordings』 (Okra-Tone)
- 2006年 『The Chronological Earl King 1953-1955』 (Classics) ※サヴォイ、スペシャルティ、エイス音源
- 2007年 『Those Lonely, Lonely Nights -The Ace Recordings-』 (P-Vine) ※エイス音源
- 2016年 『Come On: 40 Original Rhythm & Blues Classics』 (Not Now Music) ※スペシャルティ、エイス、インペリアル音源
- 2019年 『More Than Gold -The Complete 1955-1962 Ace & Imperial Singles-』 (Soul Jam) ※エイス、インペリアル音源

## 主な楽曲
キング他のアーティストに提供した主な楽曲は以下の通り。括弧内は、これらの曲を演奏したアーティスト名。
- 「Big Chief」 (プロフェッサー・ロングヘア）
- 「Ixie Dixie Pixie Pie」 (リー・ドーシー）
- 「Do-Re-Mi」 (リー・ドーシー）
- 「One And One」 (リー・ドーシー）
- 「Loan Me A Hankerchief」 (ダニー・ホワイト）
- 「Moonbeam」 (ダニー・ホワイト）
- 「Love Is A Way Of Life」 (ダニー・ホワイト）
- 「Hold What You Got」 (ダニー・ホワイト）
- 「Teen Age Love」 (ファッツ・ドミノ）
- 「Hum Diddy Do」 (ファッツ・ドミノ）
- 「He's Mine」 (バーナディーン・ワシントン)
- 「It Ain't My Fault Pt. 1 And 2」 (スモーキー・ジョンソン)
- 「Ain't That Nice」 (ディキシー・カップス)
- 「I'm Gonna Get You Yet」 (ディキシー・カップス)
- 「Angel Face」 (ジミー・クラントン)
- 「My Love Is Strong」 (ジミー・クラントン)
- 「Teasin' You」 (ウィリー・ティー)
- 「Soul Train」 (カーリー・ムーア)
- 「Part Of Me」 (ジョニー・アダムス)
- 「Mr. Credit Man」 (デル・スチュワート)
- 「Let My Lover Go」 (ピーター・バック)
- 「I Want You To Know」 (ピーター・バック)